# Maucourt (Oise)
Pour les articles homonymes, voir Maucourt.
Maucourt est une commune française située dans le département de l'Oise en région Hauts-de-France.

## Géographie

### Localisation

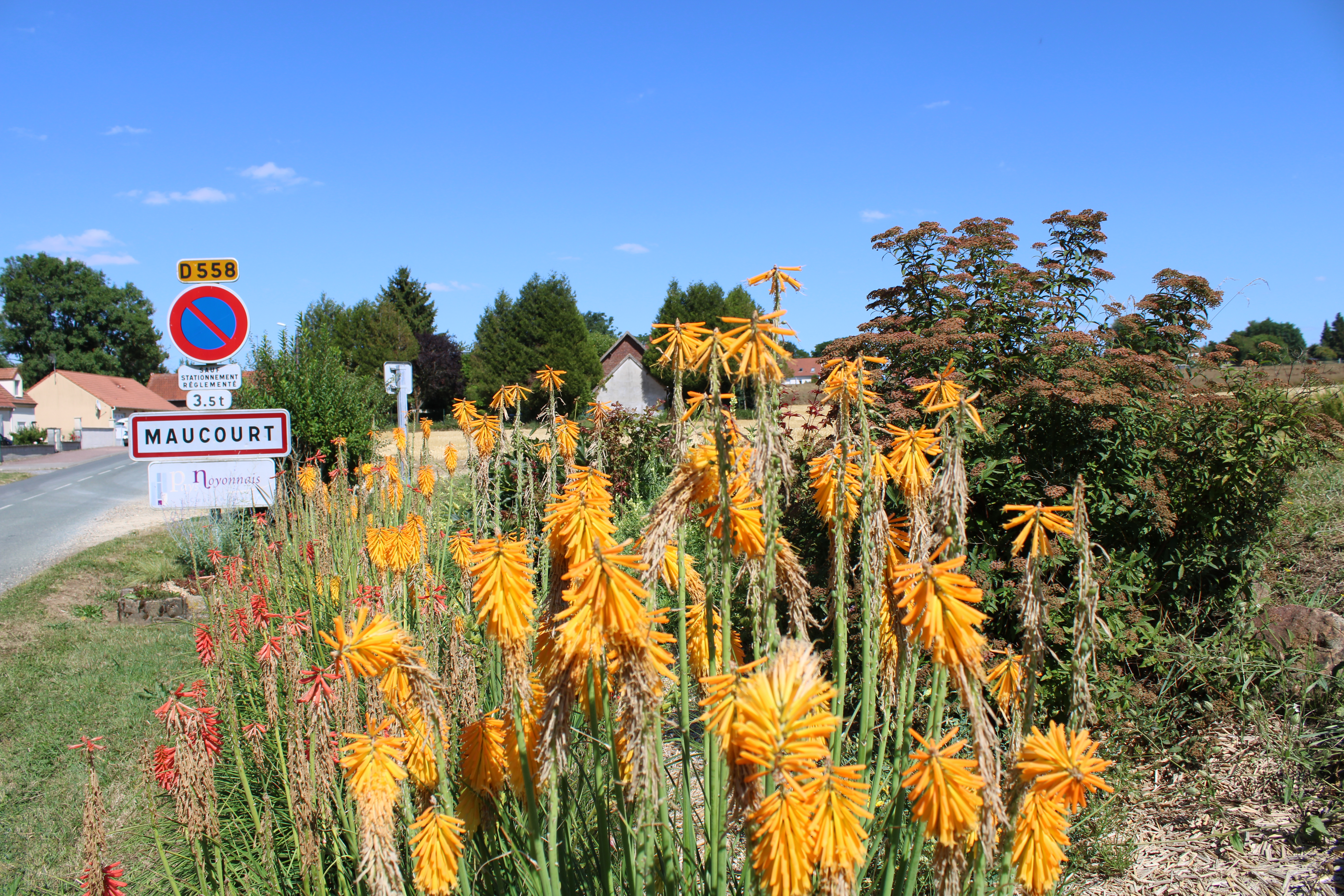
Entrée du village.

Maucourt est un village périurbain picard du Noyonnais jiuxtant Guiscard et  situé à vol d'oiseau à 8 km au nord-est de Noyon, 21 km à l'est de Roye (Somme), 12 km de Ham et 16 km à l'ouest de Tergnier.
Le sentier de grande randonnée de pays GRP du Tour du Noyonnais passe à Maucourt.
La commune se trouve dans l'aire d'attraction de Noyon ainsi que dans son bassin de vie, et dans la zone d'emploi de Compiègne.

### Communes limitrophes
Les communes limitrophes sont  Beaugies-sous-Bois, Caillouël-Crépigny, Grandrû, Guiscard et Quesmy.

### Géologie et relief
La superficie de la commune est de 3,12 km2 ; son altitude varie de 69  à   180 mètres.
En 1850, Louis Graves indiquait que « Cette commune est placée sur le versant septentrional des côteaux qui s'élèvent à là limite méridionale du canton. Le village consiste en une grande rue dans la direction de l'ouest à l'est ».

### Hydrographie

#### Réseau hydrographique

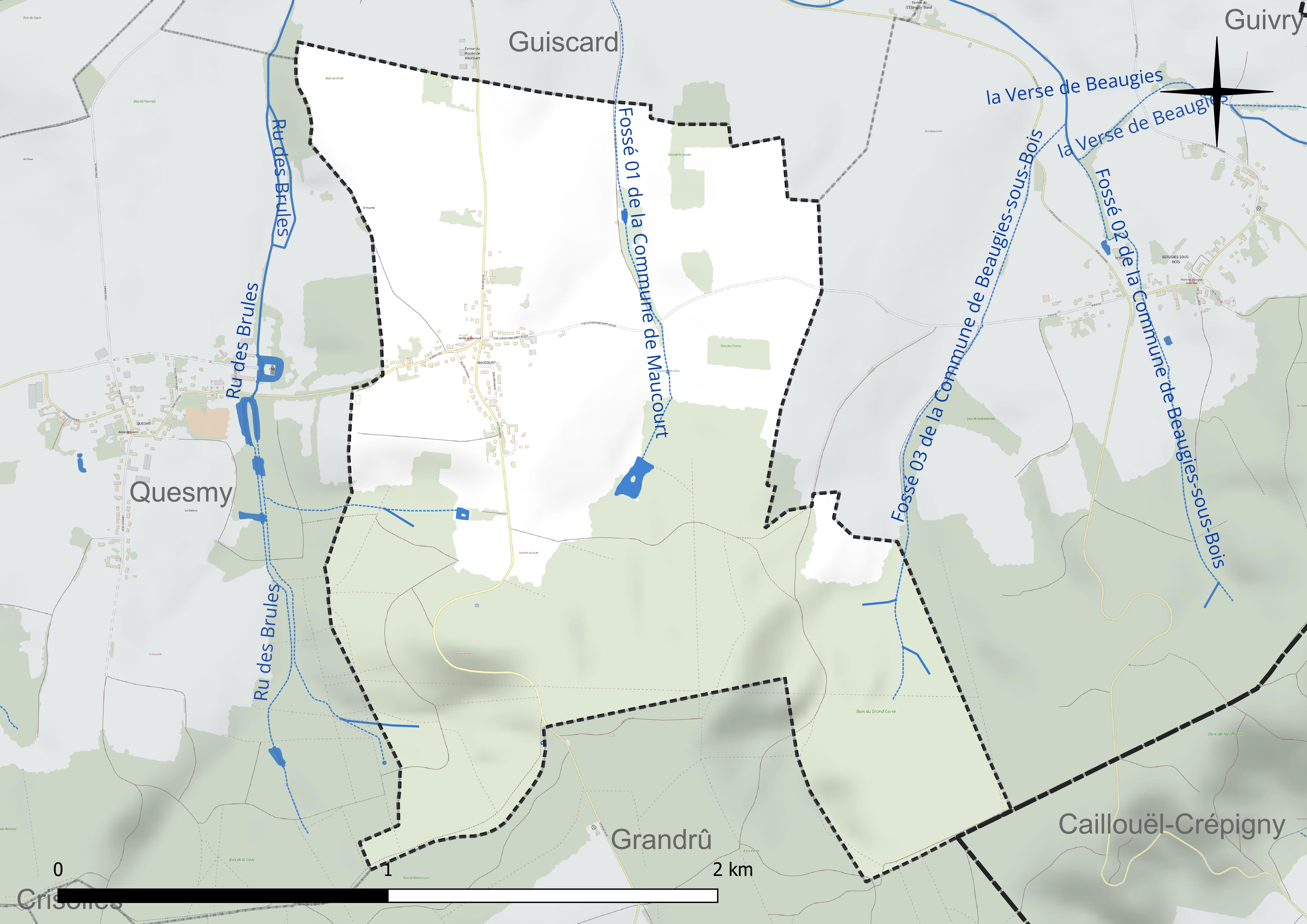
Réseau hydrographique de Maucourt.

La commune est située dans le bassin Seine-Normandie. Elle est drainée par le fossé 01 de la commune de Maucourt et le fossé 03 de la commune de Beaugies-sous-Bois,,.

#### Gestion et qualité des eaux
Le territoire communal est couvert par le schéma d'aménagement et de gestion des eaux (SAGE) « Sensée ». Ce document de planification concerne un territoire de 1 013 km2 de superficie, délimité par le bassin versant de l'Oise moyenne. Le périmètre a été arrêté le 24 avril 2017 et le SAGE est, en 2024, encore en élaboration. La structure porteuse de l'élaboration et de la mise en œuvre est le syndicat mixte du SAGE Oise-Moyenne (SMOM).
La qualité des cours d'eau peut être consultée sur un site dédié géré par les agences de l'eau et l'Agence française pour la biodiversité.

### Climat
Pour des articles plus généraux, voir Climat des Hauts-de-France et Climat de l'Oise.
En 2010, le climat de la commune est de type climat océanique dégradé des plaines du Centre et du Nord, selon une étude du CNRS s'appuyant sur une série de données couvrant la période 1971-2000. En 2020, Météo-France publie une typologie des climats de la France métropolitaine dans laquelle la commune est dans une zone de transition entre le climat océanique et le climat océanique altéré et est dans la région climatique Nord-est du bassin Parisien, caractérisée par un ensoleillement médiocre, une pluviométrie moyenne régulièrement répartie au cours de l'année et un hiver froid (3 °C).
Pour la période 1971-2000, la température annuelle moyenne est de 10,4 °C, avec une amplitude thermique annuelle de 14,9 °C. Le cumul annuel moyen de précipitations est de 749 mm, avec 11,3 jours de précipitations en janvier et 9,1 jours en juillet. Pour la période 1991-2020, la température moyenne annuelle observée sur la station météorologique la plus proche, située sur la commune de Chauny à 11 km à vol d'oiseau, est de 11,1 °C et le cumul annuel moyen de précipitations est de 709,9 mm,. Pour l'avenir, les paramètres climatiques de la commune estimés pour 2050 selon différents scénarios d'émission de gaz à effet de serre sont consultables sur un site dédié publié par Météo-France en novembre 2022.

## Urbanisme

### Typologie
Au 1er janvier 2024, Maucourt est catégorisée commune rurale à habitat dispersé, selon la nouvelle grille communale de densité à sept niveaux définie par l'Insee en 2022.
Elle est située hors unité urbaine. Par ailleurs la commune fait partie de l'aire d'attraction de Noyon, dont elle est une commune de la couronne,. Cette aire, qui regroupe 38 communes, est catégorisée dans les aires de moins de 50 000 habitants,.

### Occupation des sols

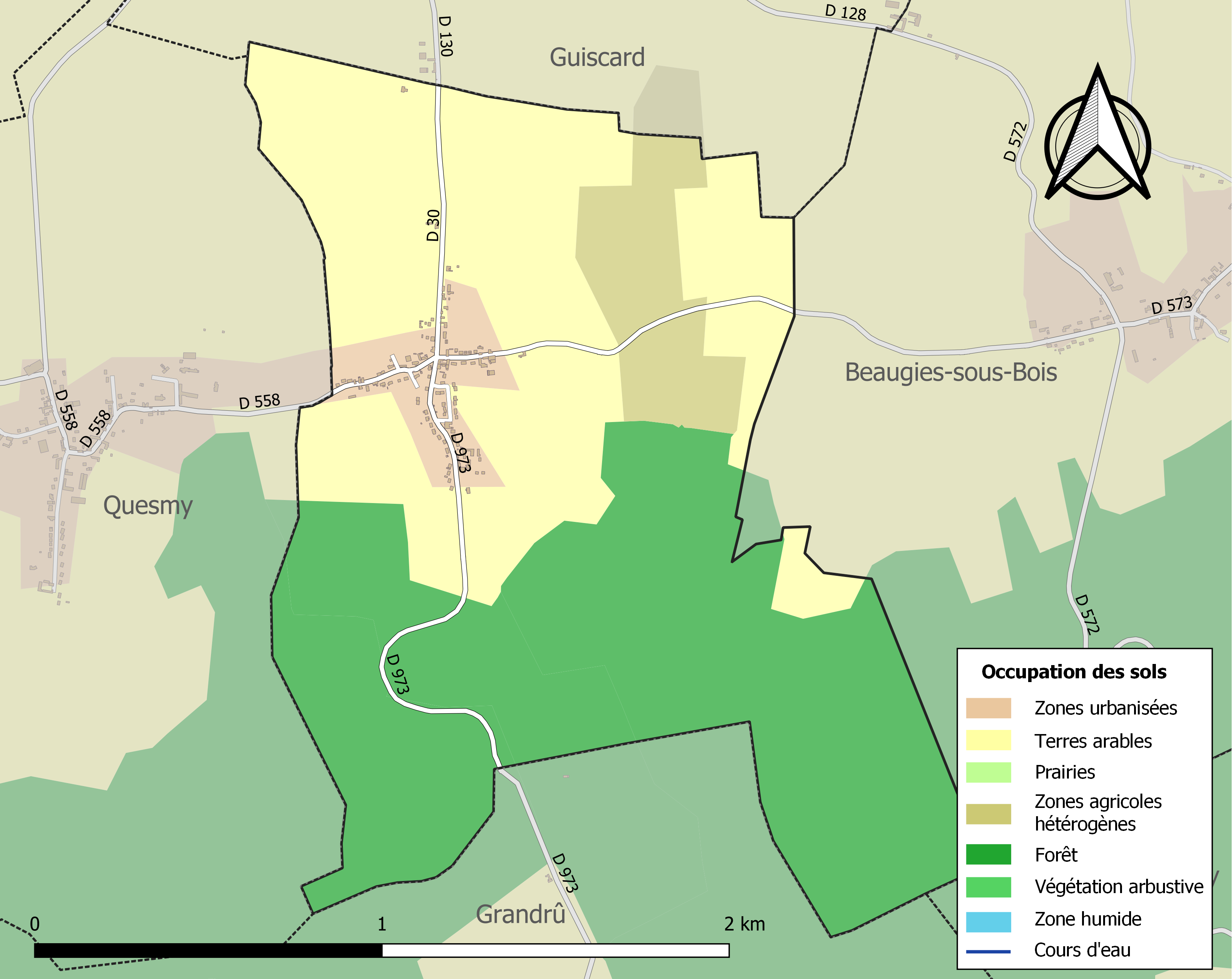
Carte des infrastructures et de l'occupation des sols de la commune en 2018 (CLC).

L'occupation des sols de la commune, telle qu'elle ressort de la base de données européenne d'occupation biophysique des sols Corine Land Cover (CLC), est marquée par l'importance des forêts et milieux semi-naturels (48,1 % en 2018), une proportion identique à celle de 1990 (48,1 %).
La répartition détaillée en 2018 est la suivante : forêts (48,1 %), terres arables (39,5 %), zones agricoles hétérogènes (7,7 %), zones urbanisées (4,7 %).
L'évolution de l'occupation des sols de la commune et de ses infrastructures peut être observée sur les différentes représentations cartographiques du territoire : la carte de Cassini (XVIIIe siècle), la carte d'état-major (1820-1866) et les cartes ou photos aériennes de l'IGN pour la période actuelle (1950 à aujourd'hui).

### Habitat et logement
En 2021, le nombre total de logements dans la commune était de 88, alors qu'il était de 89 en 2016 et de 98 en 2011.
Parmi ces logements, 87,5 % étaient des résidences principales, 3,4 % des résidences secondaires et 9,1 % des logements vacants. Ces logements étaient  tous des maisons individuelles.
Le tableau ci-dessous présente la typologie des logements à Maucourt en 2021 en comparaison avec celle de l'Oise et de la France entière. Une caractéristique marquante du parc de logements est ainsi une proportion de résidences secondaires et logements occasionnels (3,4 %) supérieure à celle du département (2,4 %) mais inférieure à celle de la France entière (9,7 %).
| Typologie                                               | Maucourt | Oise | France entière |
| ------------------------------------------------------- | -------- | ---- | -------------- |
| Résidences principales (en %)                           | 87,5     | 90,5 | 82,2           |
| Résidences secondaires et logements occasionnels (en %) | 3,4      | 2,4  | 9,7            |
| Logements vacants (en %)                                | 9,1      | 7    | 8,1            |

### Voies de communication et transports
La commune est desservie, en 2023, par les lignes 677, 678, 6308 et 6333 du réseau interurbain de l'Oise.

## Toponymie
Le nom de la localité est attesté sous les formes in Molcort (901) ; Molcurt (902) ; in Molcort (920) ; Molcort (1026) ; in molcurte (vers 1030) ; Molcurtis (1050) ; in Molcurt (1128) ; apud mouecort (1212) ; Mooucort (1218) ; Molceurt (XIIIe) ; de malo curto (1332) ; Maucour (1625) ; Maucourt (1730).

## Histoire

### Ancien Régime
La localité faisait partie du marquisat de Guiscard.
.

### Époque contemporaine
La commune, instituée par la Révolution française, est intégrée en 1827 à celle de Quesmy avant de retrouver en 1832 son autonomie communale.
En 1850, un moulin à vent est exploité à Maucourt.
.

#### Première Guerre mondiale

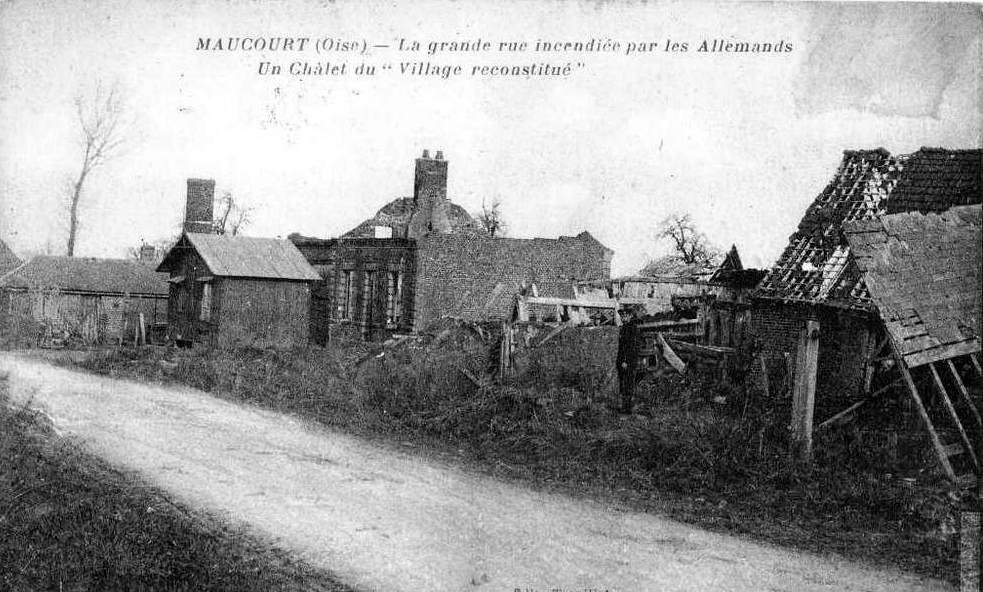
Vue du village à l'issue de la guerre 14-18.

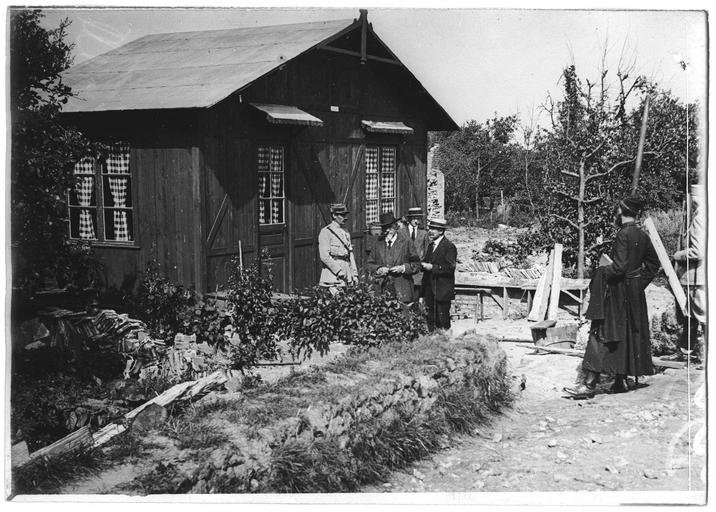
La reconstruction dans les régions libérées, une maison démontable à Maucourt (26/7/1917).

Maucourt, occupé par les Allemands, est libéré lors de leur repli stratégique de février 1917 lors de l'Opération Alberich après qu'ils l'aient dynamité.
Le village est considéré comme détruit à la fin de la guerre,, et a  été décoré de la Croix de guerre 1914-1918, le 15 février 1921.

## Politique et administration

### Rattachements administratifs et électoraux

#### Rattachements administratifs
La commune se trouve dans l'arrondissement de Compiègne du département de l'Oise.
Elle faisait partie depuis 1802 du canton de Guiscard. Dans le cadre du redécoupage cantonal de 2014 en France, cette circonscription administrative territoriale a disparu, et le canton n'est plus qu'une circonscription électorale.

#### Rattachements électoraux
Pour les élections départementales, la commune fait partie depuis 2014 du canton de Noyon.
Pour l'élection des députés, elle fait partie de la sixième circonscription de l'Oise.

### Intercommunalité
Maucourt est membre de la communauté de communes du Pays Noyonnais, un établissement public de coopération intercommunale (EPCI) à fiscalité propre créé fin 1994 sous le nom de communauté de communes de la haute vallée de l’Oise et auquel la commune a transféré un certain nombre de ses compétences, dans les conditions déterminées par le code général des collectivités territoriales.

### Liste des maires
| Période                                  | Période                       | Identité           | Étiquette | Qualité |
| ---------------------------------------- | ----------------------------- | ------------------ | --------- | --- |
| Les données manquantes sont à compléter. |                               |                    |           | |
|                                          |                               |                    |           | |
| 1949                                     | 1983                          | Nathalis Jacquelet |           | Résistant |
| 1983                                     | 2001                          | Bernard Meni       |           | |
| 2001                                     | 2008                          | Paul Jacquelet     |           | |
| mars 2008                                | En cours (au 10 juillet 2020) | Fabrice Foucher    |           | Fonctionnaire territorial Vice-président de la CC du Pays Noyonnais (2010 → 2014 et 2020 → ) Réélu pour le mandat 2020-2026, |

## Équipements et services publics

### Espaces publics
Maucourt a intégré en 2024 le programme de replantations de haies lancé par la Fédération des chasseurs de l’Oise et de l’Office français de la biodiversité (OFB).
Les habitants assurent eux-mêmes la plantation  des massifs fleuris des espaces communaux du village.

## Population et société

### Démographie

#### Évolution démographique
L'évolution du nombre d'habitants est connue à travers les recensements de la population effectués dans la commune depuis 1793. Pour les communes de moins de 10 000 habitants, une enquête de recensement portant sur toute la population est réalisée tous les cinq ans, les populations de référence des années intermédiaires étant quant à elles estimées par interpolation ou extrapolation. Pour la commune, le premier recensement exhaustif entrant dans le cadre du nouveau dispositif a été réalisé en 2008.

En 2022, la commune comptait 232 habitants, en évolution de −7,57 % par rapport à 2016 (Oise : +0,87 %, France hors Mayotte : +2,11 %).
| 1793 | 1800 | 1806 | 1821 | 1836 | 1841 | 1846 | 1851 | 1856 |
| ---- | ---- | ---- | ---- | ---- | ---- | ---- | ---- | ---- |
| 155  | 171  | 198  | 203  | 190  | 202  | 158  | 159  | 135  |

| 1861 | 1866 | 1872 | 1876 | 1881 | 1886 | 1891 | 1896 | 1901 |
| ---- | ---- | ---- | ---- | ---- | ---- | ---- | ---- | ---- |
| 146  | 142  | 142  | 123  | 104  | 99   | 104  | 93   | 87   |

| 1906 | 1911 | 1921 | 1926 | 1931 | 1936 | 1946 | 1954 | 1962 |
| ---- | ---- | ---- | ---- | ---- | ---- | ---- | ---- | ---- |
| 84   | 103  | 73   | 68   | 62   | 64   | 86   | 84   | 68   |

| 1968 | 1975 | 1982 | 1990 | 1999 | 2006 | 2008 | 2013 | 2018 |
| ---- | ---- | ---- | ---- | ---- | ---- | ---- | ---- | ---- |
| 77   | 55   | 58   | 93   | 119  | 232  | 264  | 254  | 246  |

| 2022 | - | - | - | - | - | - | - | - |
| ---- | - | - | - | - | - | - | - | - |
| 232  | - | - | - | - | - | - | - | - |

#### Pyramide des âges
La population de la commune est relativement jeune.
En 2018, le taux de personnes d'un âge inférieur à 30 ans s'élève à 46,3 %, soit au-dessus de la moyenne départementale (37,3 %). À l'inverse, le taux de personnes d'âge supérieur à 60 ans est de 10,9 % la même année, alors qu'il est de 22,8 % au niveau départemental.
En 2018, la commune comptait 120 hommes pour 126 femmes, soit un taux de 51,22 % de femmes, légèrement supérieur au taux départemental (51,11 %).
Les pyramides des âges de la commune et du département s'établissent comme suit.
| Hommes | Classe d’âge | Femmes |
| ------ | ------------ | ------ |
| 0,0    | 90 ou +      | 0,0    |
| 0,0    | 75-89 ans    | 4,0    |
| 9,2    | 60-74 ans    | 8,7    |
| 18,3   | 45-59 ans    | 18,3   |
| 22,5   | 30-44 ans    | 26,2   |
| 24,2   | 15-29 ans    | 16,7   |
| 25,8   | 0-14 ans     | 26,2   |

| Hommes | Classe d’âge | Femmes |
| ------ | ------------ | ------ |
| 0,5    | 90 ou +      | 1,4    |
| 5,5    | 75-89 ans    | 7,6    |
| 15,6   | 60-74 ans    | 16,3   |
| 20,8   | 45-59 ans    | 20     |
| 19,4   | 30-44 ans    | 19,4   |
| 17,6   | 15-29 ans    | 16,2   |
| 20,6   | 0-14 ans     | 19,1   |

## Culture locale et patrimoine

### Lieux et monuments
- L'église Saint-Leu et Saint-Gilles, en partie reconstruite après les destructions de la Première Guerre mondiale et constituée d'une nef unique, d'une travée intermédiaire sur laquelle se greffe la chapelle et du chœur à cinq pans. 
La façade, construite en assises alternées de briques et de pierre, semble être du XVIIe  ou du  XVIIIe siècle[36].

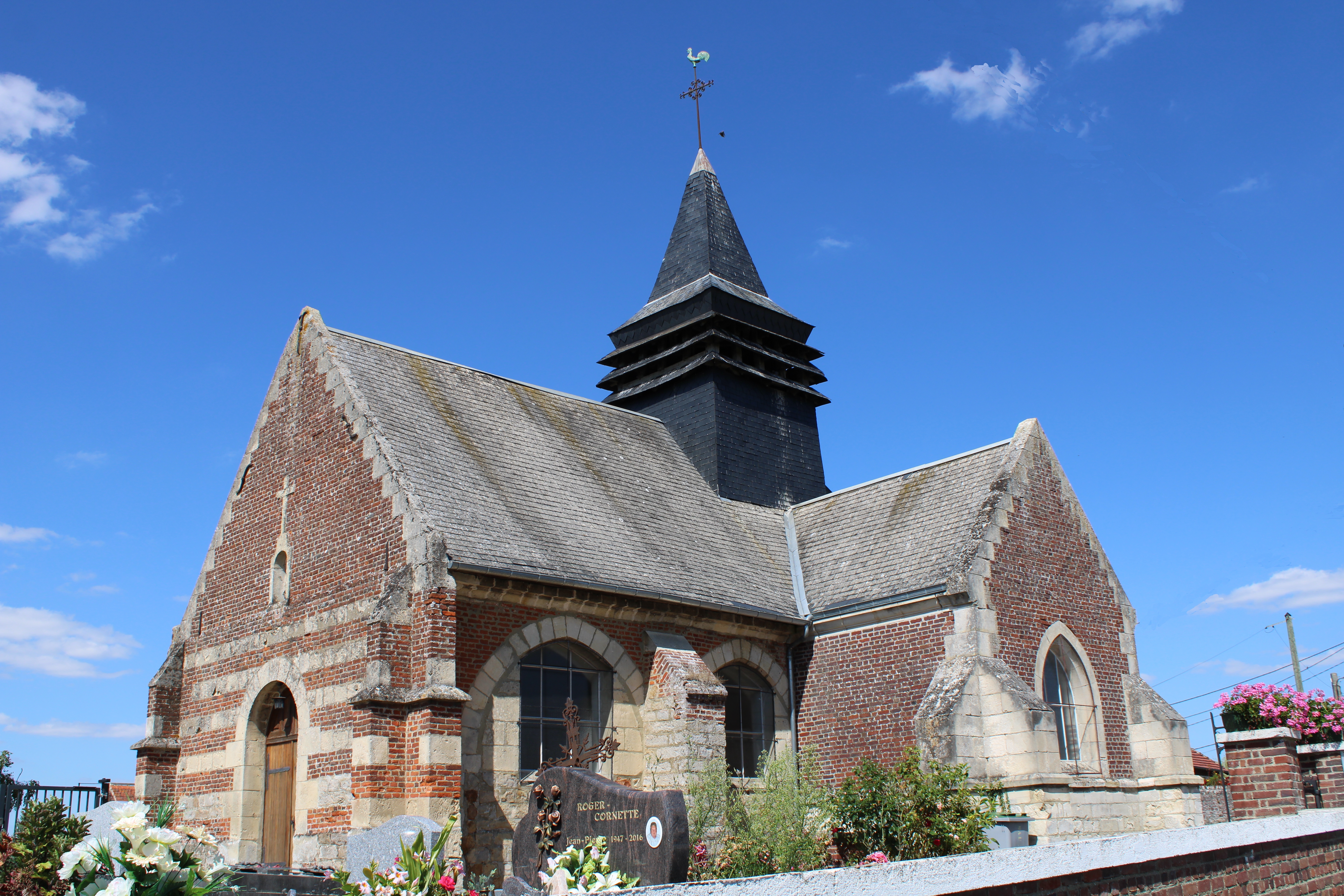
L'église St-Leu et St-Gilles...
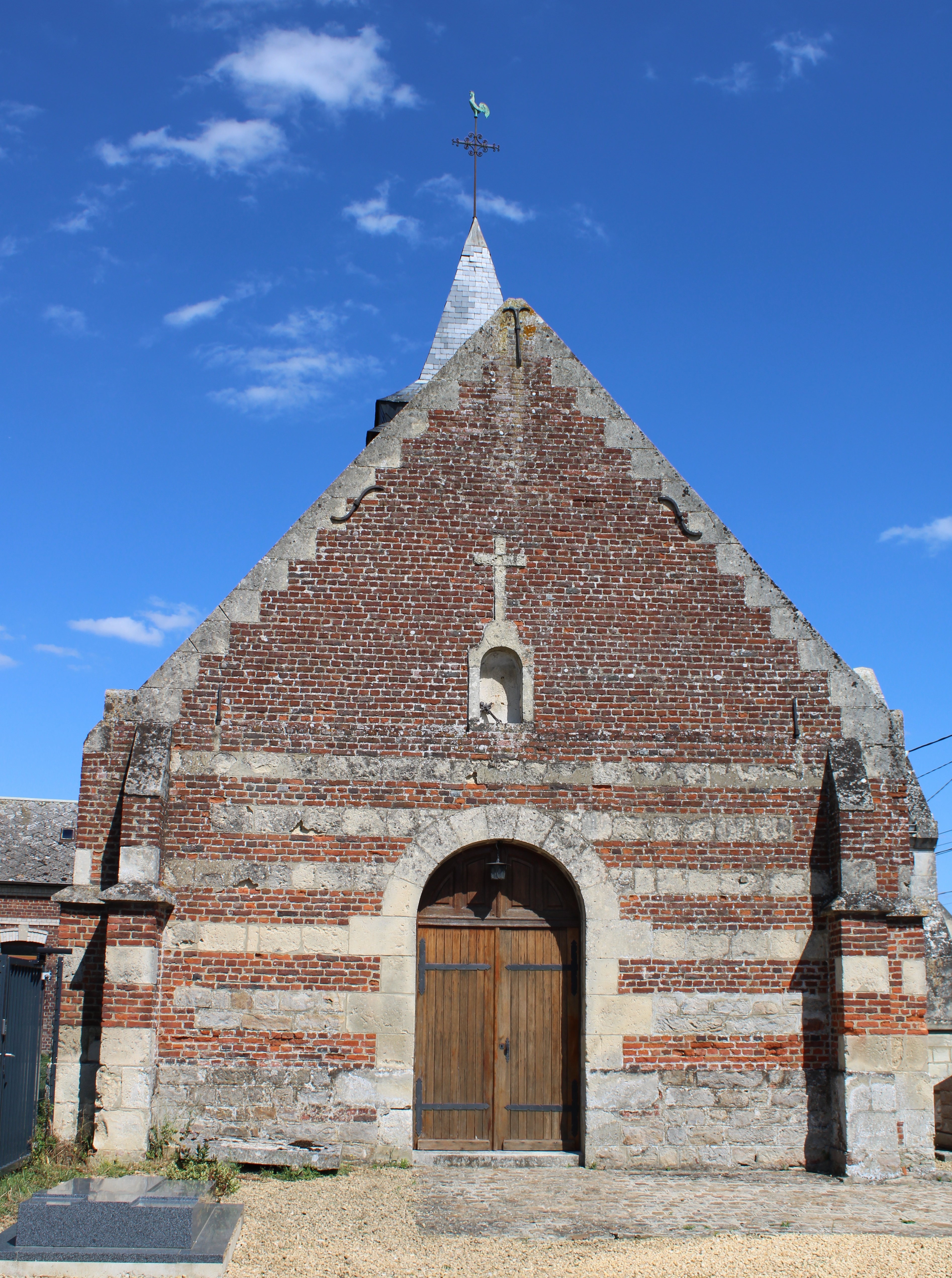
... et sa façade.

## Pour approfondir